# International Federation of the Phonographic Industry
L'International Federation of the Phonographic Industry (lett. "Federazione internazionale dell'Industria Fonografica", nota anche con l'acronimo IFPI) è un'organizzazione che rappresenta gli interessi dell'industria discografica a livello mondiale. Ha sede a Londra con uffici a Bruxelles, Hong Kong, Miami, Atene e Mosca.

## Scopo
Ai suoi membri fornisce i servizi di introduzione e miglioramento delle leggi sul diritto d'autore, supporto dell'Anti-pirateria, monitoraggio di internet e chiusura di siti illegali, marketing e pubbliche relazioni, e la costruzione di nuove forme di gestione dei diritti digitali (DRM).  Ha chiuso diversi video e canali del famoso sito di condivisione video YouTube che erano ritenuti non adatti o non in possesso dei diritti d'autore necessari per pubblicare alcuni filmati, scatenando la rabbia di molti utenti.

## Storia
Nel 1971 l'associazione iniziò una campagna anti-pirateria. Dal primo gennaio 2005, il presidente e l'amministratore delegato è stato l'avvocato John Kennedy che ha lavorato nel settore per oltre 30 anni, è stato uno dei co-produttori di Live Aid e Live8. Dal 2011 il presidente è Plácido Domingo; dal 2010 l'amministratore delegato è Frances Moore.
Il 18 febbraio 2009 il sito ha subìto un defacing da parte di alcuni simpatizzanti di The Pirate Bay, celebre sito di ricerca BitTorrent.
Il 19 aprile 2009 il sito di IFPI subì un attacco DoS che lo mise fuori uso per alcune ore in risposta alla sentenza del processo a The Pirate Bay.
Il 15 gennaio 2010 l'IFPI perse il processo contro Allan Ellis, amministratore del sito OiNK, definito «the world's largest pre-release pirate music site» ("il più grande sito musicale pirata pre-release del mondo").

## Classifiche
La International Federation of the Phonographic Industry si occupa di stilare le classifiche settimanali di Arabia Saudita, Egitto, Emirati Arabi Uniti, Filippine, Indonesia, Malaysia, Medio Oriente, Nordafrica, Singapore, Thailandia e Vietnam attraverso i portali The Official MENA Chart e The Official Southeast Asia Charts.

### IFPI Global Artist Chart
La IFPI Global Artist Chart è la lista ufficiale dei 10 artisti di maggior successo dell'anno. La classifica è pubblicata nei primi mesi dell'anno successivo. La prima classifica è stata diffusa per gli artisti più venduti del 2013.
| n° | 2013                    | 2014            | 2015          | 2016              | 2017             | 2018            | 2019          | 2020          | 2021           | 2022         | 2023                | 2024              |
| -- | ----------------------- | --------------- | ------------- | ----------------- | ---------------- | --------------- | ------------- | ------------- | -------------- | ------------ | ------------------- | ----------------- |
| 1  | One Direction           | Taylor Swift    | Adele         | Drake             | Ed Sheeran       | Drake           | Taylor Swift  | BTS           | BTS            | Taylor Swift | Taylor Swift        | Taylor Swift      |
| 2  | Eminem                  | One Direction   | Ed Sheeran    | David Bowie       | Drake            | BTS             | Ed Sheeran    | Taylor Swift  | Taylor Swift   | BTS          | Seventeen           | Drake             |
| 3  | Justin Timberlake       | Ed Sheeran      | Taylor Swift  | Coldplay          | Taylor Swift     | Ed Sheeran      | Post Malone   | Drake         | Adele          | Drake        | Stray Kids          | Seventeen         |
| 4  | Bruno Mars              | Coldplay        | Justin Bieber | Adele             | Kendrick Lamar   | Post Malone     | Billie Eilish | The Weeknd    | Drake          | Bad Bunny    | Drake               | Billie Eilish     |
| 5  | Katy Perry              | AC/DC           | One Direction | Justin Bieber     | Eminem           | Eminem          | Queen         | Billie Eilish | Ed Sheeran     | The Weeknd   | The Weeknd          | Stray Kids        |
| 6  | Pink                    | Michael Jackson | Coldplay      | Twenty One Pilots | Bruno Mars       | Queen           | Ariana Grande | Eminem        | The Weeknd     | Seventeen    | Morgan Wallen       | Zach Bryan        |
| 7  | Macklemore & Ryan Lewis | Pink Floyd      | Maroon 5      | Beyoncé           | The Weeknd       | Imagine Dragons | BTS           | Post Malone   | Billie Eilish  | Stray Kids   | Tomorrow X Together | The Weeknd        |
| 8  | Rihanna                 | Sam Smith       | Sam Smith     | Rihanna           | Imagine Dragons  | Ariana Grande   | Drake         | Ariana Grande | Justin Bieber  | Harry Styles | NewJeans            | Eminem            |
| 9  | Michael Bublé           | Katy Perry      | Drake         | Prince            | Linkin Park      | Lady Gaga       | Lady Gaga     | Juice Wrld    | Seventeen      | Jay Chou     | Bad Bunny           | Kendrick Lamar    |
| 10 | Daft Punk               | Beyoncé         | The Weeknd    | The Weeknd        | The Chainsmokers | Bruno Mars      | The Beatles   | Justin Bieber | Olivia Rodrigo | Ed Sheeran   | Lana Del Rey        | Sabrina Carpenter |